# Rotterdam Tour
Il Rotterdam Tour, conosciuto nei primi due anni come Tour Beneden-Maas, era una corsa in linea di ciclismo su strada femminile che si tenne a Rotterdam, nei Paesi Bassi, dal 1998 al 2006. Faceva parte del calendario della Coppa del mondo su strada femminile.

## Albo d'oro
Aggiornato all'edizione 2008.
| Anno              | Vincitrice          | Seconda              | Terza                |
| Tour Beneden-Maas | Tour Beneden-Maas   | Tour Beneden-Maas    | Tour Beneden-Maas    |
| ----------------- | ------------------- | -------------------- | -------------------- |
| 1998              | Diana Žiliūtė       | Ina-Yoko Teutenberg  | Viola Müller-Paulitz |
| 1999              | Petra Rossner       | Leontien van Moorsel | Anna Wilson          |
| Rotterdam Tour    |                     |                      |                      |
| 2000              | Chantal Beltman     | Leontien van Moorsel | Gul'nara Ivanova     |
| 2001              | Judith Arndt        | Debby Mansveld       | Monica Valen         |
| 2002              | Petra Rossner       | Regina Schleicher    | Debby Mansveld       |
| 2003              | Chantal Beltman     | Diana Žiliūtė        | Susanne Ljungskog    |
| 2004              | Petra Rossner       | Angela Brodtka       | Tanja Schmidt-Hennes |
| 2005              | Ina-Yoko Teutenberg | Alessandra D'Ettorre | Luisa Tamanini       |
| 2006              | Ina-Yoko Teutenberg | Tanja Schmidt-Hennes | Kirsten Wild         |